# Ida Dalser
Ida Irene Dalser (Sopramonte, Trento, 20 d'agost de 1880 - Venècia-Illa de Sant Climent, 3 desembre de 1937) va ser una dona italiana, amant i suposadament la primera esposa del dictador feixista Benito Mussolini. Va ser la mare del seu fill Benito Albino Mussolini (1915-1942).

## Biografia
Ida Dalser va néixer a Sopramonte, una fracció del municipi de Trento, que en aquella època formava part de l'Imperi Austrohongarès. Era filla de l'alcalde del poble i va rebre una educació acurada. Va cursar a París estudis de medicina estètica i cosmètica i va obrir a Milà un establiment anomenat Saló Oriental d'higiène i bellesa, que li va aportar gran notorietat i bons guanys econòmics.
No són clares les circumstàncies d'on, com i quan Dalser va conèixer l'irredempt Benito Mussolini, tres anys més jove; potser a Trento —on el 1909 col·laborava en el periòdic socialista Avanti— o a Milà. El fet comprovat és que llur relació amorosa va anar sempre acompanyada d'una generosa ajuda econòmica que Dalser li brindava per a les seves activitats polítiques, sense saber que també mantenia un lligam amb la jove Raquele Guidi, amb la qual el 1910 ja havia tingut la primera filla, Edda Mussolini. Ida Dalser i Mussolini es van casar, suposadament, el 1914; però el certificat de matrimoni mai ha sigut trobat. Marco Zegli, periodista encarregat d'investigar i reconstruir els fets, explica que el rector de Sopramonte, Luiggi Pedrolli, el va informar que el 1925 el document va ser destruït per ordres superiors.
L'11 novembre 1915 Ida Dalser va tenir el seu fill, que va ser inscrit com a Benito Albino Mussolini; el pare, que s'havia allistat com a combatent a la Primera Guerra Mundial, es va comprometre a pagar-los una pensió. Malgrat tot, el 16 desembre del mateix any, Mussolini, trobant-se ferit en un hospital de Treviglio, va contreure matrimoni civil amb Raquele Guidi, que va esdevenir la seva única esposa oficial.
En tornar a la vida civil, el 1917, Mussolini va abandonar el socialisme i va fundar el feixisme, negant-se a tenir qualsevol contacte amb Ida Dalser, a la qual mai va voler tornar a veure. Mentrestant, la seva carrera política va ascendir vertiginosament, va arribar a ser reconegut per la Casa de Savoia i va esdevenir el futur dictador d'Itàlia.

## Persecució i mort
Un cop Mussolini va arribar al poder, Ida Dalser i el seu fill van ser controlats per la policia, que a més, es va encarregar de destruir tots els documents que provaven la relació i la paternitat. Ella va insistir per fer-se reconèixer com la verdadera dona del Duce, però va ser internada en un manicomi, primer a Pergine Valsugana i després a l'illa de Sant Clement, a Venècia, on va morir en 1937, segons consta en el registre, per una «hemorràgia cerebral».
El seu fill Benito Albino Mussolini va ser segrestat per les autoritats feixistes, li van dir que la seva mare havia mort i va ser adoptat per l'excap de policia de Sopramonte. Va ser educat a Milà i després es va enrolar en la marina, sempre sota estricta vigilància. Benito Albino insistia que el Duce era el seu pare, raó per la qual també va ser internat al manicomi de Limbiate, on va morir en 1942 als vint-i-sis anys, segons algunes fonts per marasme, o per teràpies excessives amb insulina.

## Redescobriment i valoració
La història d'Ida Dalser va ser silenciada per les autoritats feixistes i es va mantenir oculta durant molt temps, fins que el periodista Marco Zeni la va fer pública en un documental de la RAI que va motivar dos llibres: L'Ultimo filo i La moglie di Mussolini.
L'any 2009 el director Marco Bellocchio va presentar la seva pel·lícula Vincere, basada en la història d'Ida Dalser, interpretada per Giovanna Mezzogiorno, que va ser guardonada a Chicago i Cannes.